# Robert Powell
Robert Powell (ur. 1 czerwca 1944 w Salford) – brytyjski aktor teatralny, telewizyjny i filmowy, najbardziej znany z roli tytułowej w miniserialu biblijnym Franco Zeffirelliego Jezus z Nazaretu i jako tajny agent Richard Hannay. Jego charakterystyczny głos stał się znany w reklamach i filmach dokumentalnych.

## Życiorys

### Wczesne lata
Urodził się w Salford w hrabstwie Lancashire jako syn Kathleen (z domu Davis) i Johna Wilsona Powella. Uczęszczał do Manchester Grammar School. Studiował w Royal College of Advanced Technology w Salford.

### Kariera
Pragnął zostać adwokatem, a w latach 1963-64 był na kursie zewnętrznym londyńskiego uniwersytetu LLB w Manchester College of Commerce. Jednocześnie grał na scenie pod kierunkiem Trevora Nunna. Potem występował w repertuarze teatru w Stoke-on-Trent. Na ekranie debiutował w dramacie kryminalnym Petera Yatesa Robbery (1967) o napadzie stulecia u boku Stanleya Bakera i Joanny Pettet. Wkrótce znalzał się w obsadzie komedii sensacyjnej Petera Collinsona Włoska robota (The Italian Job, 1969) z Michaelem Caine’em i Noëlem Cowardem. W serialu science fiction BBC Doomwatch (1970) pojawił się jako naukowiec Toby Wren. Wystąpił też w telewizyjnej ekranizacji powieści Gustave’a Flauberta BBC Szkoła uczuć (Sentimental Education, 1970) oraz Juda nieznany (Jude the Obscure, 1971) wg powieści Thomasa Hardy’ego. W filmie muzycznym Kena Russella Tommy (1975) z Oliverem Reedem, Rogerem Daltreyem i Ann-Margret zagrał postać kapitana Walkera.
Za kreację Jezusa Chrystusa w miniserialu biblijnym Franca Zeffirellego Jezus z Nazaretu (Gesù di Nazareth, 1977) został uhonorowany włoską nagrodą TVTimes, The International Arts Prize na festiwalu filmowym w Fiuggi, Grand Prize na festiwalu filmowym w Saint Vincent i zdobył nominację do Nagrody Brytyjskiej Akademii Telewizyjnej w kategorii Najlepszy aktor pierwszoplanowy. W dramacie Krzysztofa Zanussiego Długa rozmowa z ptakiem (Das lange Gespräch mit dem Vogel, 1992) wcielił się w czterdziestoletniego aktora Johna Bartha, który zaczyna wątpić w sens życia. We wrześniu 2015 na West End w Birmingham Repertory Theatre oraz w marcu 2016 w Sydney Theatre Company (przy Roslyn Packer Theatre) w Australii zagrał Karola, księcia Walii w spektaklu blank verse Król Karol III (King Charles III).

## Życie prywatne
29 sierpnia 1975 roku poślubił tancerkę Barbarę „Babs” Lord. Mają dwoje dzieci – syna Barneya (ur. 1977) i córkę Kate (ur. 1979).

## Filmografia
- 2005: Być jak Stanley Kubrick (Colour Me Kubrick: A True... ish Story) jako Robert
- 2004: Panna Marple: Morderstwo na plebanii (Marple: The Murder at the Vicarage) jako dr Haydock
- 1996: Zagadkowe historie XX stulecia (Great Mysteries and Myths of the Twentieth Century) jako narrator
- 1994: Wiek wojen (The Century of Warfare) jako narrator
- 1993: Detektywi (The Detectives) jako detektyw David "Dave" Ian Lovelace Briggs
- 1992: Długa rozmowa z ptakiem (Das Lange Gespräch mit dem Vogel) jako John Barth
- 1991: Pierwszy krąg (The First Circle) jako Gleb Nershin
- 1988–1989: Hannay jako Richard Hannay
- 1986: Zulus Czaka (Shaka Zulu) jako dr Henry Fynn
- 1983: Człowiek zagadka (The Jigsaw Man) jako Jamie Fraser
- 1982: Dzwonnik z Notre Dame (The Hunchback of Notre Dame) jako Phoebus
- 1982: Imperatyw (film) (Imperativ) jako Augustin
- 1981: Pigmalion (Pygmalion) jako prof. Henry Higgins
- 1980: Jane Austen na Manhattanie (Jane Austen in Manhattan) jako Pierre
- 1980: Arlekin (Harlequin) jako Gregory Wolfe
- 1978: 39 stopni (The Thirty-Nine Steps) jako Richard Hannay
- 1977: Jezus z Nazaretu (Jesus of Nazareth) jako Jezus Chrystus
- 1977: Pomiędzy dobrem i złem (Al di là del bene e del male) jako Paul Ree
- 1975: Tommy jako kpt. Walker
- 1974: Mahler jako Gustav Mahler
- 1972: Azyl (Asylum) jako dr Martin